# ناحية مارع
ناحية مارع إحدى نواحي سوريا تتبع إداريّاً لمحافظة حلب منطقة اعزاز ومركزها بلدة مارع، بلغ تعداد سكان الناحية 39,306 نسمة حسب التعداد السكاني لعام 2004.

## بلدات وقرى ناحية مارع
السيد علي، اسنبل، فافين، حربل، الحصية، حوار النهر، الحسنية، كفر الورد، معراتة أم حوش، مارع، قرامل، الساعد، الصالحية، تل مضيق، تلقراح، تلالين، وحشية، الوردية.